# Holly Robinson (athlétisme)
Ne doit pas être confondu avec Holly Robinson ou Holly Robinson Peete.
Pour les articles homonymes, voir Robinson.
Holly Robinson, née le 10 décembre 1994 à Christchurch, est une athlète handisport néo-zélandaise concourant en lancer du javelot catégorie F46 pour les athlètes amputés d'un membre supérieur.
Après une 7e place à Londres en 2012, une médaille d'argent à Rio en 2016, elle remporte l'or paralympique en lancer du javelot F46 à Tokyo en 2020.

## Jeunesse
Holly Robinson est née avec l'avant-bras gauche plus court que le droit. Elle est d'ascendance Ngāi Tahu.

## Carrière
Seule athlète féminine sélectionnée pour la Nouvelle-Zélande aux Jeux paralympiques d'été de 2012, elle termine 7e du lancer du javelot F46. Trois ans plus tard aux Mondiaux 2015, elle remporte la médaille de bronze avec un jet à 38,18 m.
Pour les Jeux paralympiques d'été de 2016, elle est choisie comme porte-drapeau lors de la cérémonie d'ouverture. Là, elle remporte la médaille d'argent du lancer du javelot F46 avec un lancer à 41,22 m derrière la Britannique Hollie Arnold.
Aux Jeux du Commonwealth de 2018, Robinson bat son record personnel pour rafler l'argent avec un jet à 43,32 m une nouvelle fois derrière la Galloise Arnold.
En 2021, elle remporte enfin l'or paralympique avec un dernier lancer à 40,99 m lors des Jeux paralympiques d'été de 2020 devançant la Néerlandaise Noelle Roorda (40,06 m)et la Britannique Arnold (39,73 m).

## Palmarès
| Date | Compétition           | Lieu           | Place | Marque  |
| ---- | --------------------- | -------------- | ----- | ------- |
| 2011 | Championnats du monde | Christchurch   | 5e    | 30,44 m |
| 2012 | Jeux paralympiques    | Londres        | 7e    | 32,58 m |
| 2013 | Championnats du monde | Lyon           | 2e    | 34,37 m |
| 2015 | Championnats du monde | Doha           | 3e    | 38,18 m |
| 2016 | Jeux paralympiques    | Rio de Janeiro | 2e    | 41,22 m |
| 2017 | Championnats du monde | Londres        | 2e    | 42,41 m |
| 2018 | Jeux du Commonwealth  | Gold Coast     | 2e    | 43,32 m |
| 2019 | Championnats du monde | Dubaï          | 2e    | 41,60 m |
| 2021 | Jeux paralympiques    | Tokyo          | 1re   | 40,99 m |
| 2024 | Jeux paralympiques    | Paris          | 3e    | 11,88 m |